# Calfreisen
Calfreisen (rätoromanisch Chiaunreisⓘ) ist eine Fraktion der Gemeinde Arosa, Kanton Graubünden.
Bis Ende 2012 bildete sie eine eigenständige Gemeinde. Am 1. Januar 2013 schloss sich Calfreisen mit den bis dahin ebenfalls selbständigen Gemeinden Castiel, Langwies, Lüen, Molinis, Peist und St. Peter-Pagig der Gemeinde Arosa an. Geschlossene Dorfsiedlung auf einer Hangleiste am Nordhang des Schanfigg.

## Geographie

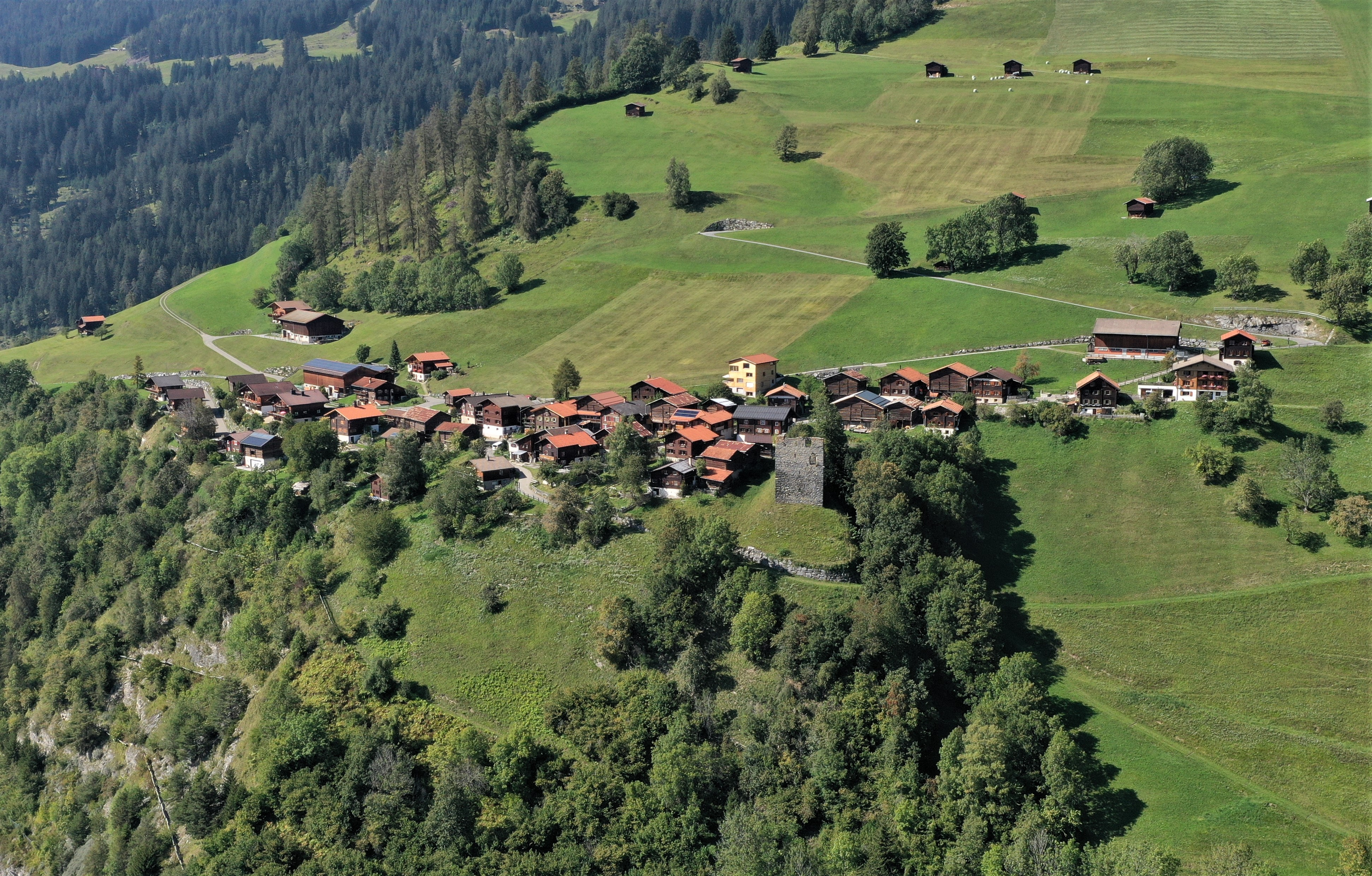
Calfreisen im Jahr 2020

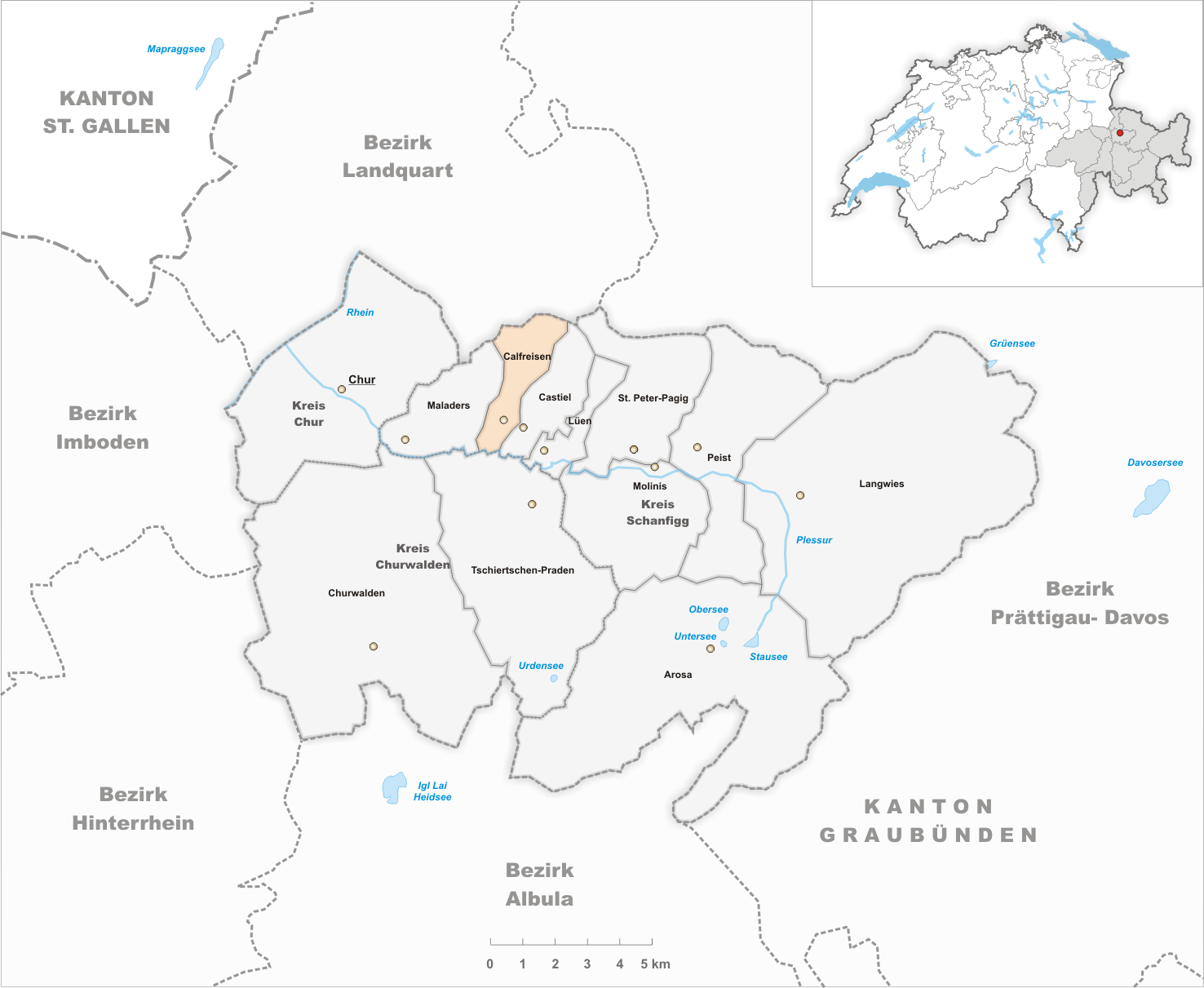
Gemeindestand vor der Fusion am 31. Dezember 2012

Calfreisen liegt im Schanfigg, fünf Kilometer (Luftlinie) östlich von Chur. Das ländlich geprägte Dorf erstreckt sich auf einer Hangleiste der zerklüfteten nördlichen Talseite, gut 500 m über der Plessur und 130 m oberhalb der Schanfiggerstrasse. Das ehemalige Gemeindegebiet umfasst einen schmalen Streifen zwischen den tief eingeschnittenen Schluchten von Calfreiser Tobel im Westen und Castieler Tobel im Osten; es reicht vom Flusslauf bis hinauf zur Hochwangkette, welche vom Montalin (2266 m) über den Ful Berg (2395 m) die Nordgrenze des Territoriums bildet. Auf dem Grat zwischen Ful Berg und Hochwang wird der mit 2429 m höchste Punkt der ehemaligen Gemeinde erreicht.
Vom gesamten ehemaligen Gemeindegebiet von 517 ha sind 256 ha landwirtschaftliche Nutzflächen (meist Alpwirtschaften), 155 ha Wald und Gehölz, 97 ha unproduktive Fläche (meist Gebirge) und 9 ha Siedlungsfläche.

## Geschichte
Im Calfreiser Tobel wurde ein Grab aus Spätrömischer Zeit entdeckt. Der Ort wurde 1156 als Caureisene urkundlich erwähnt. Bis ca. 1200 war der Landesausbau im mittleren Schanfigg weitgehend beendet. Den Vazern als bischöfliche Lehensnehmern folgten 1338 die Werdenberger und 1363 erstmals die Toggenburger. Die Herren von Calfreisen auf der 1231 erwähnten gleichnamigen Burg scheinen die grundherrlichen Rechte wahrgenommen zu haben. 1386 sassen dort die Unterwegen, nach 1428 die Sprecher, die ihr den Namen Bernegg gegeben haben dürften.
Als Nachbarschaft der Gerichtsgemeinde St. Peter schloss sich Calfreisen 1436 dem Zehngerichtenbund an. Landesherren waren ab 1437 die Montforter, nach 1471 die Matscher, ab 1479 Österreich. Die Herrschaftsrechte wurden 1652 ausgekauft, die bischöflichen Lehensrechte 1657. Calfreisen war noch 1570 romanischsprachig, ist heute aber deutschsprachig. Kirchlich gehört Calfreisen zu Castiel. 1875 bis 1877 entstand die Talstrasse unterhalb des Dorfes, 1924 bis 1925 die Zufahrtsstrasse. Der kleine Ort ist ohne Kirche, Schule, Laden und Gasthaus. Viehwirtschaft und Ackerbau sind wichtige Erwerbsquellen geblieben. 1982 bis 1893 erfolgte eine Gesamtmelioration.

## Wappen
| Wappen von Calfreisen | Blasonierung: «In Gold (Gelb) ein von Blau und Silber (Weiss) geschachter Schrägbalken.»                                |
| Wappen von Calfreisen | Das Wappen bezieht sich auf die Familie Unterwegen, ehemals Besitzerin der Burg Calfreisen, der heutigen Ruine Bernegg. |

## Bevölkerung
Die ehemalige Gemeinde war stets nur eine Kleingemeinde und hat immer weniger als hundert Bewohner gezählt. Zwischen 1808 und 1850 wuchs die Einwohnerzahl stark an (1808–1850: +72 %). Danach sank sie zwei Jahrzehnte lang, um 1880 nahezu wieder den Stand von 1850 zu erreichen. Zwischen 1880 und 1941 folgte eine starke Abwanderungswelle (1880–1941: −60 %). Danach folgten zehn Jahre Wachstum und anschliessend ein Jahrzehnt Stagnation. Zwischen 1960 und 1980 kam es zu einer zweiten Abwanderungswelle. Die Bevölkerung fiel auf einen Tiefststand von nur noch 34 Personen. Seit 1990 pendelt die Einwohnerzahl um die Marke von 50 Bewohnern.
| Bevölkerungsentwicklung | Bevölkerungsentwicklung | Bevölkerungsentwicklung | Bevölkerungsentwicklung | Bevölkerungsentwicklung | Bevölkerungsentwicklung | Bevölkerungsentwicklung | Bevölkerungsentwicklung | Bevölkerungsentwicklung |
| ----------------------- | ----------------------- | ----------------------- | ----------------------- | ----------------------- | ----------------------- | ----------------------- | ----------------------- | ----------------------- |
| Jahr                    | 1808                    | 1850                    | 1880                    | 1941                    | 1950                    | 1980                    | 2004                    | 2012                    |
| Einwohnerzahl           | 57                      | 98                      | 90                      | 36                      | 60                      | 34                      | 51                      | 66                      |

### Sprachen
Bis ins 16. Jahrhundert sprachen die Bewohner der Gemeinde rätoromanisch. Seither gehört Calfreisen zum deutschen Sprachgebiet. Die untenstehende Tabelle illustriert dies:
| Sprachen      | Volkszählung 1980 | Volkszählung 1980 | Volkszählung 1990 | Volkszählung 1990 | Volkszählung 2000 | Volkszählung 2000 |
| Sprachen      | Anzahl            | Anteil            | Anzahl            | Anteil            | Anzahl            | Anteil            |
| ------------- | ----------------- | ----------------- | ----------------- | ----------------- | ----------------- | ----------------- |
| Deutsch       | 32                | 94,12 %           | 53                | 98,15 %           | 42                | 93,33 %           |
| Rätoromanisch | 2                 | 5,88 %            | 0                 | 0,00 %            | 3                 | 6,67 %            |
| Einwohner     | 34                | 100 %             | 54                | 100 %             | 45                | 100 %             |

1990 gab noch eine Person (= 1,85 %) Französisch als Hauptsprache an.

### Religionen – Konfessionen
Calfreisen gehört zu denjenigen ehemaligen Gemeinden im Kanton Graubünden, welche die neue (evangelisch-reformierte) Lehre annahmen. Im Jahr 2000 gab es 93 % evangelisch-reformierte und 2 % römisch-katholische Christen. 5 % der Einwohner machten keine Angaben zu ihrem Glaubensbekenntnis.

### Herkunft – Nationalität
Von den Ende 2004 51 Bewohnern sind 46 Schweizer Bürger. Bei der letzten Volkszählung waren 89 % Schweizer Staatsangehörige. Die wenigen Zugewanderten kamen alle aus Deutschland.

## Wirtschaft
Nach wie vor dominiert in Calfreisen die Landwirtschaft. Es gibt grössere Gewerbebetriebe, aber keine Schule, keine Kirche, keinen Laden und kein Gasthaus.

### Verkehr
Die ehemalige Gemeinde ist mit der Haltestelle Calfreisen Abzweigung der Postautolinie Chur–Peist ans Netz des öffentlichen Verkehrs angeschlossen. Einzelne Kurse fahren auf Voranmeldung bis ins Dorf.

## Sehenswürdigkeiten
Auf einem Geländevorsprung am südlichen Ortsrand liegt die Ruine der Burg Bernegg.